# Jammu-et-Cachemire (territoire de l'Union)
Pour les articles homonymes, voir Cachemire (homonymie), Jammu-et-Cachemire (État) et Jammu-et-Cachemire (État princier).
Le Jammu-et-Cachemire est un territoire de l'Union de l'Inde, situé au nord du pays, créé en 2019.

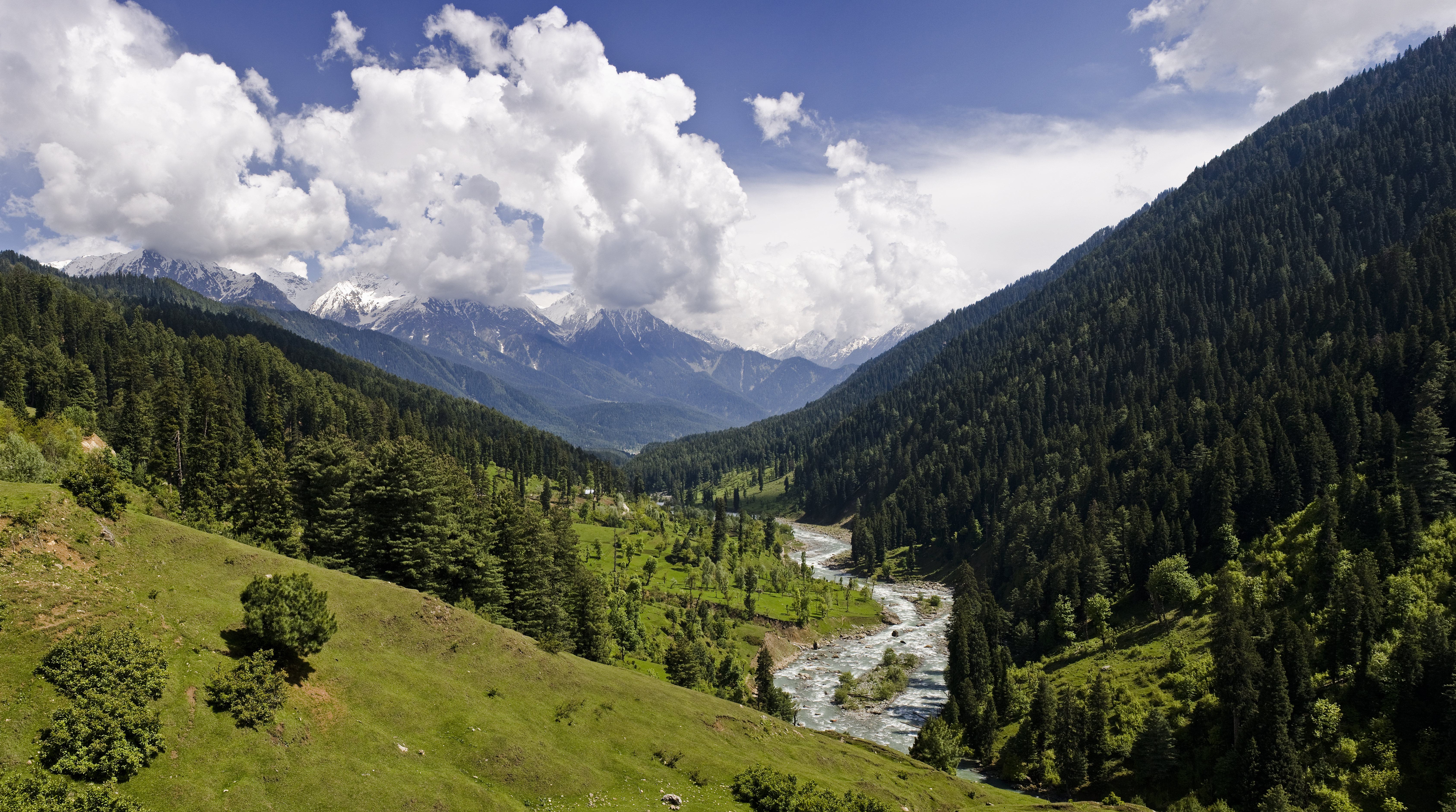
La vallée de Lidder près de Pahalgam au Jammu-et-Cachemire.

## Géographie
Le territoire s'étend sur 42 241 km2 au nord-est de l'Inde et il est bordé par le territoire de l'Union du Ladakh à l'est et les États de l'Himachal Pradesh et du Pendjab au sud. La ligne de contrôle le sépare de la partie du Cachemire administrée par le Pakistan à l'ouest et au nord. Le territoire faisait partie de l'ancien État indien du Jammu-et-Cachemire, lui-même faisant autrefois partie de l'ancien État princier du Jammu-et-Cachemire.
Les dispositions relatives à la formation du territoire de l'Union du Jammu-et-Cachemire étaient contenues dans la loi de 2019 sur la réorganisation du Jammu-et-Cachemire, qui a été adoptée par les deux chambres du Parlement indien en août 2019. L'acte a divisé l'ancien État du Jammu-et-Cachemire en deux territoires de l'Union, le Jammu-et-Cachemire et le Ladakh, avec effet au 31 octobre 2019.

## Toponymie
Le Jammu-et-Cachemire tire son nom des deux régions qu'il englobe : la région de Jammu et la vallée du Cachemire.
Le gouvernement du Pakistan et des sources pakistanaises font référence au Jammu-et-Cachemire comme faisant partie du « Cachemire sous occupation indienne » (Indian-occupied Kashmir ou IOK) ou du « Cachemire sous contrôle indien » (Indian-held Kashmir ou IHK),. Le gouvernement indien et des sources indiennes appellent à leur tour le territoire sous contrôle pakistanais « Cachemire occupé par le Pakistan » (Pakistan-occupied Kashmir ou POK) ou « Cachemire détenu par le Pakistan » (Pakistan-held Kashmir ou PHK),. Le « Cachemire sous administration indienne » et le « Cachemire sous contrôle indien » sont souvent utilisés par des sources neutres.

## Histoire
L'État du Jammu-et-Cachemire possèdait un statut spécial en vertu de l'article 370 de la Constitution de l'Inde. Contrairement à d'autres États de l'Inde, le Jammu-et-Cachemire avait sa propre Constitution, son drapeau et son autonomie administrative. Les citoyens indiens d'autres États n'étaient pas autorisés à acheter des terres ou des biens au Jammu-et-Cachemire.
Le Jammu-et-Cachemire avait trois zones distinctes : la région de Jammu à majorité hindoue, la vallée du Cachemire à majorité musulmane et le Ladakh à majorité bouddhiste. Des troubles et des violences ont persisté dans la vallée du Cachemire et, à la suite d'une élection contestée en 1987, une insurrection a éclaté alimentée par des groupes djihadistes soutenus par le Pakistan et durement réprimée par le pouvoir central indien,.
Le Bharatiya Janata Party (BJP) arrive au pouvoir lors des élections générales de 2014 et, cinq ans plus tard, inclut dans son manifeste électoral la révocation de l'article 370 de la Constitution de l'Inde, afin d'amener le Jammu-et-Cachemire à un statut égal à celui des autres États. Une résolution abrogeant l'article 370 est adoptée par les deux chambres du Parlement indien en août 2019. Parallèlement, une loi de réorganisation est également adoptée, qui divise l'État en deux territoires de l'Union, Jammu-et-Cachemire et le Ladakh. La réorganisation entre en vigueur le 31 octobre 2019.
L'Inde interrompt tous les canaux de télécommunications : réseaux mobiles, internet, haut débit et lignes terrestres, au Cachemire,. Les mouvements de rue sont réprimés, faisant seize morts, et nombre de personnes, manifestants ou personnalités politique (dont Mehbooba Mufti, ministre en chef de la province d'avril 2016 à juin 2018), sont incarcérées. Selon le site d'information en ligne indépendant The Wire, la révocation de l’autonomie du Cachemire « devrait avoir des retombées négatives considérables à trois niveaux. D'abord, du point de vue des violations de droits humain au sein du Cachemire. Ensuite, concernant la place de l'Inde sur la scène internationale : M. Modi a entamé le prestige démocratique du pays. Enfin, cela pose de graves problèmes pour le fonctionnement de la démocratie, car des mesures semblables peuvent être prises contre des États perçus comme récalcitrants ou hostiles au gouvernement. » L’essayiste et journaliste Prem Shankar Jha souligne que « des milliers de jeunes Cachemiris qui étaient jusqu'alors restés en marge de l'insurrection vont rejoindre ses rangs. » La communauté internationale — à l'exception du Pakistan et de la Chine — reste passive.
Le gouvernement indien libéralise en 2020 la vente des terres, jusque-là réservées aux habitants. Cette mesure pourrait favoriser la dilution de l'identité de la région ainsi qu'une modification de la démographie, ou encore permettre le développement des projets industriels au détriment de l'agriculture.
Le 11 décembre 2023, la Cour suprême entérine l'abrogation des articles 370 et 35A tout en ordonnant au gouvernement d’organiser des élections législatives au plus tard en septembre 2024.
Les élections législatives se tiennent les 18 septembre et 1er octobre 2024. Elles sont remportées par l'alliance formée par la Conférence nationale et le Congrès national indien.

## Géographie

### Topographie

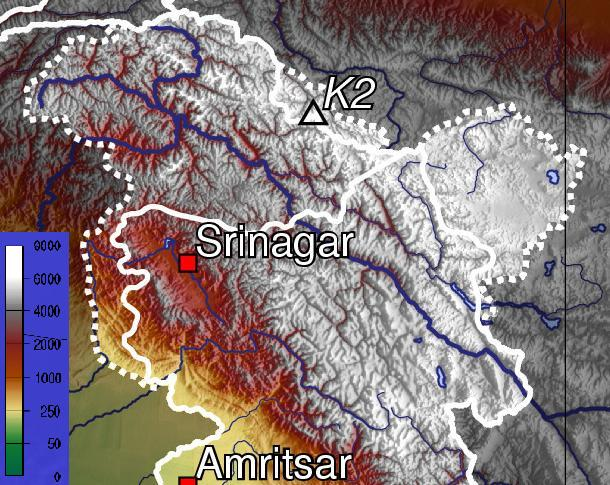
Carte topographique du Jammu-et-Cachemire, avec une altitude visible pour la vallée du Cachemire et la région de Jammu.

Le Jammu-et-Cachemire abrite plusieurs vallées telles que la vallée du Cachemire, la vallée du Tawi, la vallée du Chenab, la vallée du Poonch, la vallée du Sind et la vallée du Lidder. L'Himalaya sépare la vallée du Cachemire du plateau tibétain tandis que la chaîne Pir Panjal, qui entoure la vallée à l'ouest et au sud, la sépare des grandes plaines du nord de l'Inde. Le long du flanc nord-est de la vallée s'étend la chaîne principale de l'Himalaya. Cette vallée a une altitude moyenne de 1 850 m, mais la chaîne environnante de Pir Panjal a une altitude moyenne de 3 048 m. La rivière Jhelum est la principale rivière himalayenne qui traverse la vallée du Cachemire. Le Tawi, Ravi et Chenab sont les principaux fleuves qui traversent la région.

### Climat
Le climat du Jammu-et-Cachemire varie considérablement en raison de sa topographie accidentée. Le sud autour de Jammu est une région qui subit généralement des moussons pour atteindre une moyenne de 40 à 50 mm de pluie par mois entre janvier et mars. Pendant la saison chaude, la température peut atteindre jusqu'à 40 °C dans la ville de Jammu tandis qu'en juillet et août, des précipitations très fortes quoique irrégulières se produisent avec des extrêmes mensuels allant jusqu'à 650 mm. En septembre, les précipitations diminuent et en octobre, les conditions restent chaudes mais extrêmement sèches, avec peu de précipitations et des températures d'environ 29 °C.
En face de la chaîne de Pir Panjal, la mousson d'Asie du Sud n'agit plus et la plupart des précipitations se produisent au printemps, venant des bandes nuageuses du sud-ouest. En raison de sa proximité avec la mer d'Oman, Srinagar reçoit jusqu'à 635 mm de pluie, les mois les plus humides étant de mars à mai avec environ 85 mm par mois. En hiver, toutes les rivières gèlent, permettant aux habitants de les traverser durant cette période, car le niveau élevé de fonte des glaces empêche la traversée en été.
Les glaciers de la région connaissent une fonte accélérée en raison de la réduction des chutes de neige hivernales, des vagues de chaleur et de la hausse des températures liée au réchauffement climatique.

## Administration et politique

### Subdivisions administratives

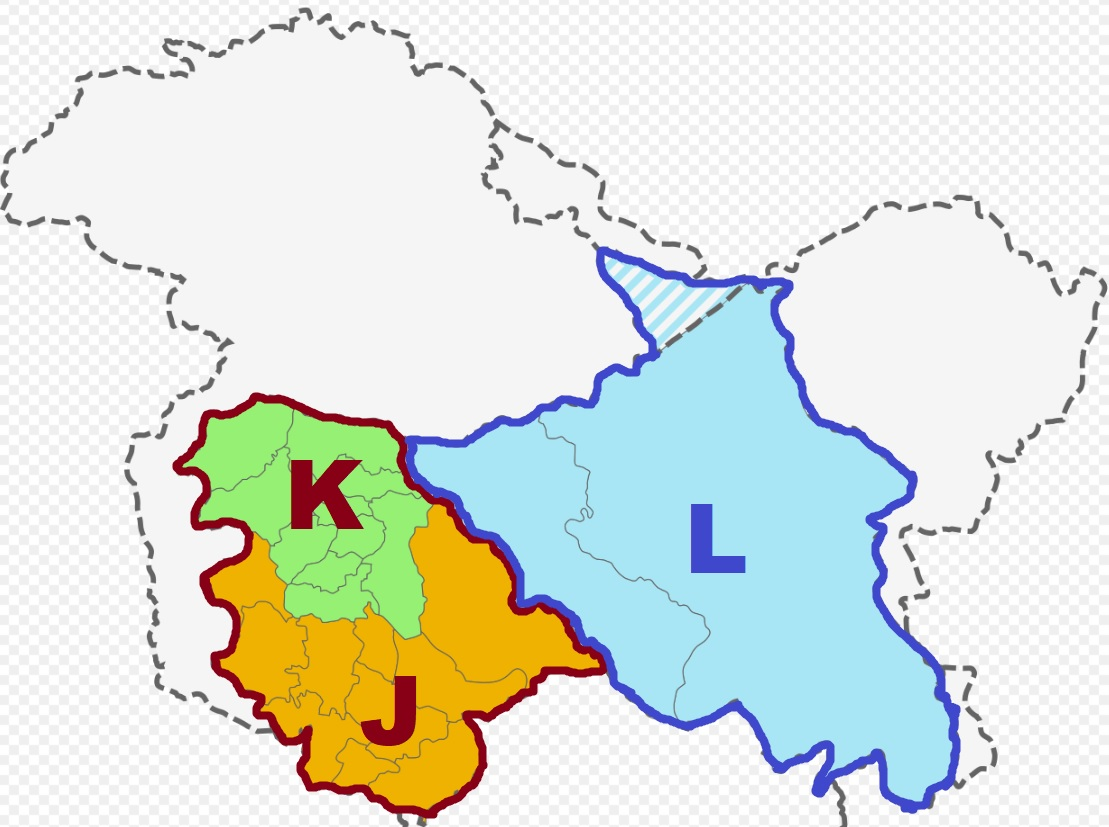
Le territoire du Jammu-et-Cachemire (J et K) en couleur vert et orange. Le territoire du Ladakh (L) en bleu.

Le territoire de l'Union du Jammu-et-Cachemire est séparé en deux divisions : la division de Jammu et la division du Cachemire ; et est subdivisé en 20 districts.
| Division  | District              | Chef-lieu | Superficie (km²) |
| --------- | --------------------- | --------- | ---------------- |
| Jammu     | District de Doda      | Doda      | 11 691           |
| Jammu     | District de Jammu     | Jammu     | 3 097            |
| Jammu     | District de Kathua    | Kathua    | 2 651            |
| Jammu     | District de Kishtwar  | Kishtwar  |                  |
| Jammu     | District de Poonch    | Poonch    | 1 674            |
| Jammu     | District de Rajauri   | Rajauri   | 2 630            |
| Jammu     | District de Ramban    | Ramban    |                  |
| Jammu     | District de Reasi     | Reasi     |                  |
| Jammu     | District de Samba     | Samba     |                  |
| Jammu     | District de Udhampur  | Udhampur  | 4 550            |
| Jammu     | Total de la division  | Jammu     | 26 293           |
| Cachemire | District d'Anantnag   | Anantnag  | 3 984            |
| Cachemire | District de Bandipora | Bandipora |                  |
| Cachemire | District de Baramulla | Baramulla | 4 588            |
| Cachemire | District de Badgam    | Badgam    | 1 371            |
| Cachemire | District de Ganderbal | Ganderbal |                  |
| Cachemire | District de Kulgam    | Kulgam    |                  |
| Cachemire | District de Kupwara   | Kupwara   | 2 379            |
| Cachemire | District de Pulwama   | Pulwama   | 1 398            |
| Cachemire | District de Shopian   | Shopian   |                  |
| Cachemire | District de Srinagar  | Srinagar  | 2 228            |
| Cachemire | Total de la division  | Srinagar  | 15 948           |

### Administration
Le territoire de l'Union du Jammu-et-Cachemire est administré conformément aux dispositions de l'article 239 de la Constitution de l'Inde. L'article 239A, initialement formulé pour le territoire de Puduchery, est également applicable au Jammu-et-Cachemire.
Le Président de l'Inde nomme un lieutenant-gouverneur pour le territoire de l'Union. Il administre également le territoire du Ladakh.
L’Assemblée législative est une assemblée monocamérale, dont le mandat est de cinq ans. Elle peut légiférer pour n'importe laquelle des questions figurant sur la liste d’État de la Constitution de l’Inde, comme les autres États indiens, à l’exception de « l’ordre public » et de la « police », qui resteront l'apanage du gouvernement central indien.
Le Jammu-et-Cachemire envoie cinq députés à la chambre basse du Parlement indien (le Lok Sabha) et quatre membres à la chambre haute (le Rajya Sabha).
Un Conseil des ministres dirigé par un ministre en chef est nommé par le lieutenant-gouverneur parmi les membres de l'Assemblée législative. Leur rôle est de conseiller le lieutenant-gouverneur dans l'exercice de ses fonctions dans les matières relevant de la compétence de l'Assemblée législative. Dans d'autres domaines, le lieutenant-gouverneur est autorisé à agir en sa propre qualité. Le lieutenant-gouverneur aura également le pouvoir de promulguer des ordonnances qui auront la même force que les lois de l'assemblée législative.
Le territoire de l'Union reste sous la juridiction de la Haute Cour du Jammu-et-Cachemire, qui sert également de Haute Cour pour le Ladakh. Les services de police continuent d'être fournis par la police actuelle du Jammu-et-Cachemire.
À la suite des élections des 18 septembre et 1er octobre 2024, Omar Abdullah devient ministre en chef le 16 octobre.

### Partis politiques
Les principaux partis politiques actifs dans la région sont le Bharatiya Janata Party, le Congrès national indien, la Conférence nationale du Jammu-et-Cachemire et le Parti démocratique populaire du Jammu-et-Cachemire. Les autres partis présents dans la région sont le Parti communiste d'Inde (marxiste), le Parti des panthères nationales du Jammu-et-Cachemire et la Conférence populaire du Jammu-et-Cachemire.

## Tourisme

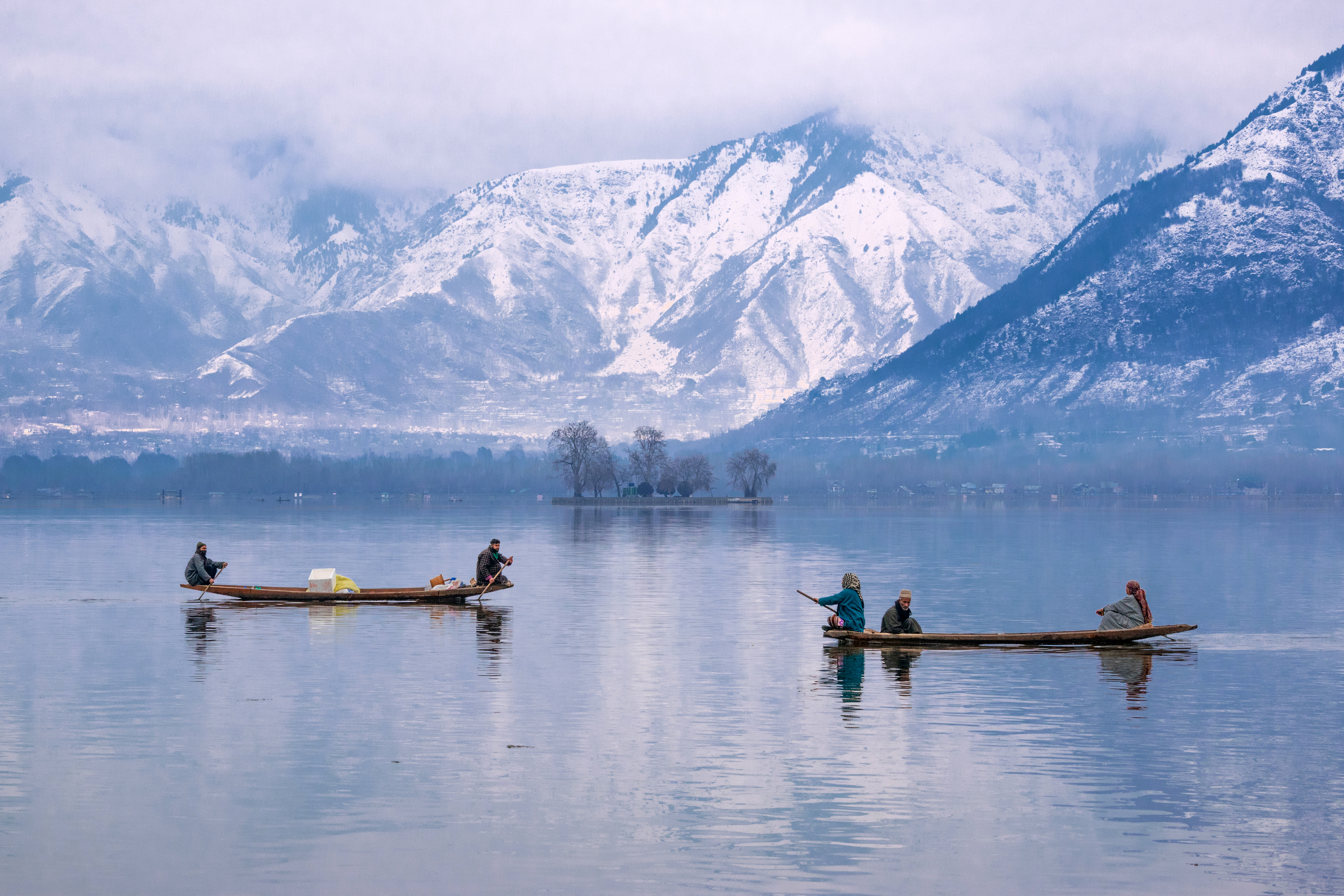
Le lac Dal vu du sanctuaire Hazratbal.

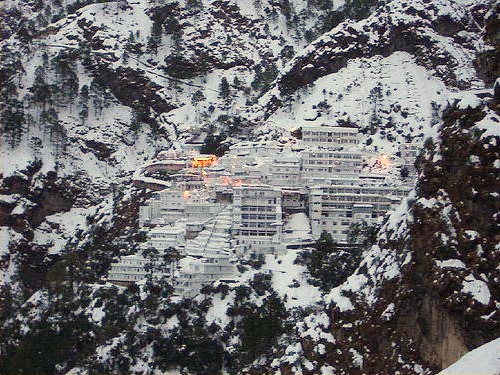
Le temple Vaishno Devi en hiver.

Certaines des principales attractions touristiques du Jammu-et-Cachemire sont Srinagar, les différents jardins moghols de la vallée du Cachemire, Gulmarg, Pahalgam, Patnitop et Jammu. Chaque année, des milliers de pèlerins hindous visitent les sanctuaires sacrés de Vaishno Devi et Amarnath, ce qui a un impact significatif sur l'économie du territoire.
La vallée du Cachemire est l'une des principales destinations touristiques de l'Inde. Gulmarg, l'une des destinations de ski les plus populaires en Inde, abrite également le plus haut parcours de golf vert du monde. La diminution de la violence dans le territoire au cours des années a stimulé l'économie, en particulier le tourisme, mais les récents débordements risquent de le pénaliser à nouveau.